# ملفات (أبل)
ملفات (بالإنجليزية: Files)‏ هو تطبيق لإدارة الملفات طورته شركة أبل للأجهزة التي تعمل بنظام آي أو إس 11 والإصدارات الأحدث أو آي باد أو إس. تم اكتشافه كعنوان مؤقت في آب ستور قبل مؤتمر أبل العالمي للمطورين 2017 للشركة، وتم الإعلان عن التطبيق رسميًا في المؤتمر بعد ذلك بوقت قصير. يسمح تطبيق الملفات للمستخدمين بتصفح الملفات المحلية المخزنة داخل التطبيقات، بالإضافة إلى الملفات المخزنة في خدمات التخزين السحابي بما في ذلك آي كلاود ودروبوكس وون درايف وجوجل درايف. يسمح بحفظ الملفات وفتحها وتنظيمها، بما في ذلك وضعها في مجلدات ومجلدات فرعية منظمة. يمكن لنظام آي باد أو إس والإصدارات الحديثة من آي أو إس سحب وإفلات الملفات بين الملفات والتطبيقات الأخرى، بينما تقتصر إصدارات آي أو إس قبل آي أو إس 15 على السحب والإفلات داخل الملفات نفسها. يمكن إجراء مزيد من التنظيم من خلال استخدام علامات ملونة أو مخصصة، ويسمح شريط البحث المستمر بالعثور على الملفات داخل المجلدات، ولكن ليس داخل التطبيقات الأخرى. يتيح عرض القائمة خيارات فرز مختلفة. يقدم التطبيق تشغيلًا حصريًا لملفات الصوت عالية الجودة بتنسيق إف إل إيه سي [الإنجليزية]، كما يوفر الدعم لعرض ملفات النصوص والصور ومذكرات الموسيقى وأرشيفات ضغط البيانات، بالإضافة إلى الدعم المحدود للفيديو.

## التاريخ
قبل ساعات من مؤتمر أبل العالمي للمطورين في 5 يونيو 2017، اكتشف المطور ستيف تروتون سميث عنوانًا مؤقتًا في آب ستور لتطبيق «الملفات»، والذي يتطلب نظام التشغيل آي أو إس 11. أعلنت أبل رسميًا عن التطبيق في مؤتمرها بعد ذلك بوقت قصير.

## الميزات
يتيح تطبيق الملفات للمستخدمين تصفح الملفات المحلية المخزنة داخل التطبيقات، بالإضافة إلى الملفات المخزنة على خدمات التخزين السحابي بما في ذلك آي كلاود وصندوق (شركة) [الإنجليزية]، ودروبوكس، وجوجل درايف، وون درايف والمزيد. يمكن للمستخدمين حفظ الملفات وفتحها وتنظيمها، بما في ذلك وضع الملفات في مجلدات ومجلدات فرعية منظمة. على جهاز آي باد، يمكن للمستخدمين سحب وإفلات الملفات بين تطبيق الملفات والتطبيقات الأخرى. على جهاز آيفون، كانت الوظيفة مقتصرة في البداية على داخل كل تطبيق على حدة ولكن تم تحديثها لاحقًا لتعمل مثل جهاز آي باد. يمكن للمستخدمين إضافة علامات ملونة ومسماة خصيصًا للملفات، وإضافتها إلى قسم «علامات» مخصص. يتيح شريط البحث المستمر في الأعلى العثور على الملفات داخل المجلدات الفرعية، على الرغم من أنه لا يبحث داخل تطبيقات أخرى. يتيح عرض القائمة الفرز الاختياري وفقًا للحجم أو التاريخ.
عند الضغط لفترة طويلة على ملف، يقدم التطبيق عدة خيارات، بما في ذلك «النسخ»، و«إعادة تسمية»، و«النقل»، و«المشاركة»، و«العلامات»، و«معلومات»، و«حذف». يمكن نسخ الملفات المخزنة على خدمات الطرف الثالث إلى الجهاز للوصول إليها دون اتصال بالإنترنت. تم إخراج مشاركة آي كلاود من تطبيقات آي وورك المخصصة من أبل لتصبح ميزة قياسية عبر نظام التشغيل، مما يتيح مشاركة أي ملف في الملفات؛ تمت إزالة تطبيق «محرك آي كلاود» المخصص، واستبداله بالملفات، مع توفر آي كلاود كواحد من موفري التخزين السحابي الذين يمكن للمستخدمين توصيل التطبيق به.
يسمح مشغل مدمج داخل تطبيق الملفات بتشغيل ملفات صوتية عالية الجودة بتنسيق إف إل إيه سي [الإنجليزية]. كما يدعم التطبيق عرض واستخراج أرشيفات ضغط البيانات. إذا لم يتم تثبيت أي تطبيق متوافق، يسمح تطبيق الملفات بعرض ملفات النصوص، وقد أظهرت التجارب في مشاهدة مقاطع الفيديو بتنسيقات إيه في آي أو إم أو في ‏ نتائج محدودة ولكنها ناجحة جزئيًا. يمكن أيضًا معاينة الصور وملفات "مذكرات الموسيقى" وتشغيلها.

## وصلات خارجية
- جولة في تطبيق الملفات في آي أو إس 11 – يوتيوب (بالإنجليزية)